# Boule coco
Pour le dessert asiatique, voir Perle de coco.

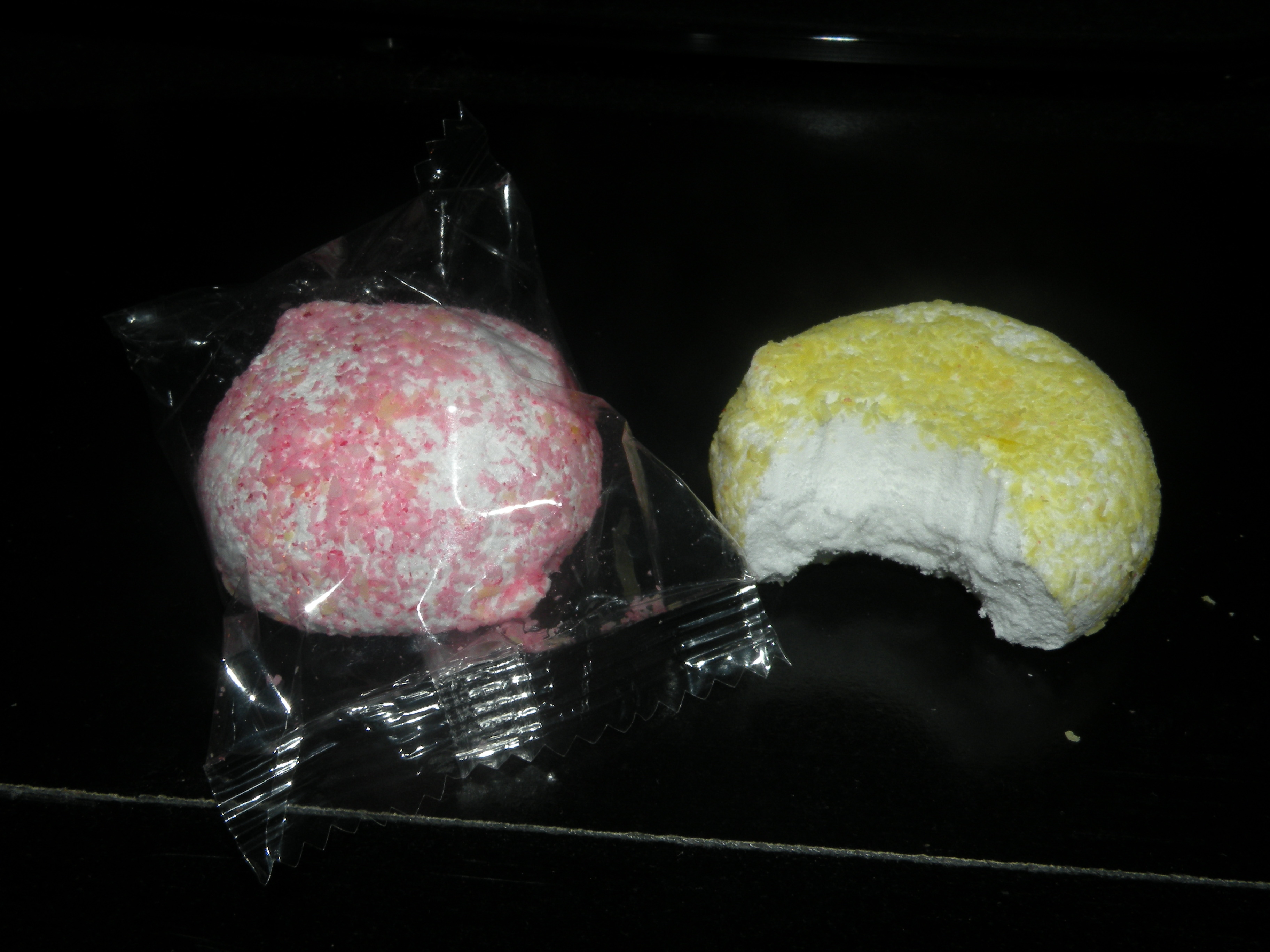
Deux boules coco.

La boule coco est une confiserie en forme de boule, de couleur pastel, à base de sucre et de noix de coco.
Elle pèse 14 grammes et est conditionnée en sachet individuel. Elle est de couleur rose, jaune ou orange et ressemble à de la meringue bien qu’il n’y ait pas d’œuf.
C’est un bonbon de la marque Patrelle.

## Composition
Sucre, noix de coco râpée 10 %, sirop de glucose, amidon, gélatine, protéines de lait, arôme et colorants (E120, E160c, E161b).